# Liste der IATA-Codes/E
Diese Teilliste führt alle IATA-Flughafencodes auf, die mit „E“ beginnen, und enthält Informationen zu den bezeichneten Verkehrsknotenpunkten.
A AA AB AC AD AE AF AG AH AI AJ AK AL AM AN AO AP AQ AR AS AT AU AV AW AX AY AZ
B BA BB BC BD BE BF BG BH BI BJ BK BL BM BN BO BP BQ BR BS BT BU BV BW BX BY BZ
C CA CB CC CD CE CF CG CH CI CJ CK CL CM CN CO CP CQ CR CS CT CU CV CW CX CY CZ
D DA DB DC DD DE DF DG DH DI DJ DK DL DM DN DO DP DQ DR DS DT DU DV DW DX DY DZ
E EA EB EC ED EE EF EG EH EI EJ EK EL EM EN EO EP EQ ER ES ET EU EV EW EX EY EZ
F FA FB FC FD FE FF FG FH FI FJ FK FL FM FN FO FP FQ FR FS FT FU FV FW FX FY FZ
G GA GB GC GD GE GF GG GH GI GJ GK GL GM GN GO GP GQ GR GS GT GU GV GW GX GY GZ
H HA HB HC HD HE HF HG HH HI HJ HK HL HM HN HO HP HQ HR HS HT HU HV HW HX HY HZ
I IA IB IC ID IE IF IG IH II IJ IK IL IM IN IO IP IQ IR IS IT IU IV IW IX IY IZ
J JA JB JC JD JE JF JG JH JI JJ JK JL JM JN JO JP JQ JR JS JT JU JV JW JX JY JZ
K KA KB KC KD KE KF KG KH KI KJ KK KL KM KN KO KP KQ KR KS KT KU KV KW KX KY KZ
L LA LB LC LD LE LF LG LH LI LJ LK LL LM LN LO LP LQ LR LS LT LU LV LW LX LY LZ
M MA MB MC MD ME MF MG MH MI MJ MK ML MM MN MO MP MQ MR MS MT MU MV MW MX MY MZ
N NA NB NC ND NE NF NG NH NI NJ NK NL NM NN NO NP NQ NR NS NT NU NV NW NX NY NZ
O OA OB OC OD OE OF OG OH OI OJ OK OL OM ON OO OP OQ OR OS OT OU OV OW OX OY OZ
P PA PB PC PD PE PF PG PH PI PJ PK PL PM PN PO PP PQ PR PS PT PU PV PW PX PY PZ
Q QA QB QC QD QE QF QG QH QI QJ QK QL QM QN QO QP QQ QR QS QT QU QV QW QX QY QZ
R RA RB RC RD RE RF RG RH RI RJ RK RL RM RN RO RP RQ RR RS RT RU RV RW RX RY RZ
S SA SB SC SD SE SF SG SH SI SJ SK SL SM SN SO SP SQ SR SS ST SU SV SW SX SY SZ
T TA TB TC TD TE TF TG TH TI TJ TK TL TM TN TO TP TQ TR TS TT TU TV TW TX TY TZ
U UA UB UC UD UE UF UG UH UI UJ UK UL UM UN UO UP UQ UR US UT UU UV UW UX UY UZ
V VA VB VC VD VE VF VG VH VI VJ VK VL VM VN VO VP VQ VR VS VT VU VV VW VX VY VZ
W WA WB WC WD WE WF WG WH WI WJ WK WL WM WN WO WP WQ WR WS WT WU WV WW WX WY WZ
X XA XB XC XD XE XF XG XH XI XJ XK XL XM XN XO XP XQ XR XS XT XU XV XW XX XY XZ
Y YA YB YC YD YE YF YG YH YI YJ YK YL YM YN YO YP YQ YR YS YT YU YV YW YX YY YZ
Z ZA ZB ZC ZD ZE ZF ZG ZH ZI ZJ ZK ZL ZM ZN ZO ZP ZQ ZR ZS ZT ZU ZV ZW ZX ZY ZZ

## EA
| IATA | ICAO | Flughafen                           | Ort                    | Region                           | Land                     |
| ---- | ---- | ----------------------------------- | ---------------------- | -------------------------------- | ------------------------ |
| EAA  | PAEG | Eagle Airport                       | Eagle                  | Alaska                           | Vereinigte Staaten       |
| EAB  | OYAB | Flugplatz ʿAbs                      | ʿAbs                   | Haddscha                         | Jemen                    |
| EAE  | NVSE | Flugplatz Siwo                      | Émaé                   | Shefa                            | Vanuatu                  |
| EAL  | –    | Flugplatz Elenak                    | Elenak                 | Kwajalein                        | Marshallinseln           |
| EAM  | OENG | Flughafen Nadschran                 | Nadschran              | Nadschran                        | Saudi-Arabien            |
| EAN  | KEAN | Flugplatz Phifer Airfield           | Wheatland              | Wyoming                          | Vereinigte Staaten       |
| EAP  | LFSB | EuroAirport Basel Mulhouse Freiburg | Freiburg (Saint-Louis) | Baden-Württemberg (Grand Est)    | Deutschland (Frankreich) |
| EAR  | KEAR | Regionalflughafen Kearney           | Kearney                | Nebraska                         | Vereinigte Staaten       |
| EAS  | LESO | Flughafen San Sebastián             | Donostia-San Sebastián | Autonome Gemeinschaft Baskenland | Spanien                  |
| EAT  | KEAT | Pangborn Memorial Airport           | Wenatchee              | Washington                       | Vereinigte Staaten       |
| EAU  | KEAU | Chippewa Valley Regional Airport    | Eau Claire             | Wisconsin                        | Vereinigte Staaten       |
| EAX  | SMEG | Eduard Alexander Gummels Airport    | Paramaribo             | Paramaribo                       | Suriname                 |

## EB
| IATA | ICAO | Flughafen                          | Ort           | Region                    | Land               |
| ---- | ---- | ---------------------------------- | ------------- | ------------------------- | ------------------ |
| EBA  | LIRJ | Flugplatz Marina di Campo          | Elba          | Toskana                   | Italien            |
| EBB  | HUEN | Internationaler Flughafen Entebbe  | Entebbe       | Wakiso                    | Uganda             |
| EBD  | HSOB | Flughafen al-Ubayyid               | al-Ubayyid    | Schamal Kurdufan          | Sudan              |
| EBG  | SKEB | Flughafen El Bagre                 | El Bagre      | Antioquia                 | Kolumbien          |
| EBH  | DAOY | Flughafen El Bayadh                | El Bayadh     | El Bayadh                 | Algerien           |
| EBJ  | EKEB | Flughafen Esbjerg                  | Esbjerg       | Syddanmark                | Dänemark           |
| EBL  | ORER | Internationaler Flughafen Erbil    | Erbil         | Autonome Region Kurdistan | Irak               |
| EBM  | DTTR | Flughafen El Borma                 | El Borma      | Tataouine                 | Tunesien           |
| EBN  | –    | Flugplatz Ebadon                   | Ebadon        | Kwajalein                 | Marshallinseln     |
| EBO  | –    | Flugplatz Ebon                     | Ebon          | Ebon-Atoll                | Marshallinseln     |
| EBS  | KEBS | Webster City Municipal Airport     | Webster City  | Iowa                      | Vereinigte Staaten |
| EBU  | LFMH | Flughafen Saint-Étienne – Bouthéon | Saint-Étienne | Auvergne-Rhône-Alpes      | Frankreich         |
| EBW  | FKKW | (ehemaliger) Flughafen Ebolowa     | Ebolowa       | Sud                       | Kamerun            |

## EC
| IATA | ICAO | Flughafen                                       | Ort            | Region          | Land               |
| ---- | ---- | ----------------------------------------------- | -------------- | --------------- | ------------------ |
| ECA  | –    | Iosco County Airport                            | East Tawas     | Michigan        | Vereinigte Staaten |
| ECG  | KECG | Elizabeth City Regional Airport                 | Elizabeth City | North Carolina  | Vereinigte Staaten |
| ECH  | YECH | Echuca Airport                                  | Echuca         | New South Wales | Australien         |
| ECI  | MNCE | Flughafen Costa Esmeralda                       | Rivas          | Rivas           | Nicaragua          |
| ECN  | LCEN | Flughafen Ercan                                 | Lefkoşa        | Nordzypern      | Zypern             |
| ECO  | –    | Flugplatz El Encanto                            | El Encanto     | Amazonas        | Kolumbien          |
| ECP  | KECP | Northwest Florida Beaches International Airport | Panama City    | Florida         | Vereinigte Staaten |
| ECR  | SKEH | Flugplatz El Charco                             | El Charco      | Nariño          | Kolumbien          |
| ECS  | KECS | Mondell Field                                   | Newcastle      | Wyoming         | Vereinigte Staaten |

## ED
| IATA | ICAO | Flughafen                            | Ort                     | Region                                      | Land                   |
| ---- | ---- | ------------------------------------ | ----------------------- | ------------------------------------------- | ---------------------- |
| EDA  | –    | Edna Bay Sea Plane Base              | Edna Bay                | Alaska                                      | Vereinigte Staaten     |
| EDB  | HSDB | Flugplatz ad-Dabbah                  | ad-Dabba                | asch-Schamaliyya                            | Sudan                  |
| EDC  | KEDC | Austin Executive Airport             | Austin (Texas)          | Texas                                       | Vereinigte Staaten     |
| EDD  | –    | Flugplatz Erldunda                   | Erldunda                | Northern Territory                          | Australien             |
| EDE  | KEDE | Northeastern Regional Airport        | Edenton                 | North Carolina                              | Vereinigte Staaten     |
| EDF  | PAED | Elmendorf Air Force Base             | Anchorage               | Alaska                                      | Vereinigte Staaten     |
| EDI  | EGPH | Flughafen Edinburgh                  | Edinburgh               | Schottland                                  | Vereinigtes Königreich |
| EDK  | KEQA | Captain Jack Thomas Memorial Airport | El Dorado               | Kansas                                      | Vereinigte Staaten     |
| EDL  | HKEL | Eldoret International Airport        | Eldoret                 | Uasin Gishu                                 | Kenia                  |
| EDM  | LFRI | Flugplatz Les Ajoncs                 | La Roche-sur-Yon        | Pays de la Loire                            | Frankreich             |
| EDN  | –    | Flugplatz Jedinka                    | Jedinka                 | Rajon Ternei, Region Primorje, Ferner Osten | Russland               |
| EDO  | LTFD | Flughafen Balıkesir-Koca Seyit       | Edremit                 | Marmararegion                               | Türkei                 |
| EDQ  | MHGU | Flugplatz Erandique                  | Erandique               | Lempira                                     | Honduras               |
| EDR  | YPMP | Edward River Airport                 | Edward River/Pormpuraaw | Queensland                                  | Australien             |
| EDW  | KEDW | Edwards Air Force Base               | Edwards                 | Kern County, Kalifornien                    | Vereinigte Staaten     |

## EE
| IATA | ICAO | Flughafen                              | Ort           | Region           | Land               |
| ---- | ---- | -------------------------------------- | ------------- | ---------------- | ------------------ |
| EEA  | SNCP | Aeroporto Regional do Planalto Serrano | Correia Pinto | Santa Catarina   | Brasilien          |
| EED  | KEED | Needles Airport                        | Needles       | Kalifornien      | Vereinigte Staaten |
| EEK  | PAEE | Eek Airport                            | Eek           | Alaska           | Vereinigte Staaten |
| EEN  | KEEN | Dillant-Hopkins Airport                | Keene         | New Hampshire    | Vereinigte Staaten |
| EES  | ?    | Flughafen Berenike                     | Berenike      | al-Bahr al-ahmar | Ägypten            |

## EF
| IATA | ICAO | Flughafen                   | Ort       | Region           | Land               |
| ---- | ---- | --------------------------- | --------- | ---------------- | ------------------ |
| EFD  | KEFD | Ellington Airport           | Houston   | Texas            | Vereinigte Staaten |
| EFG  | AYEF | Flugplatz Efogi             | Efogi     | Central Province | Papua-Neuguinea    |
| EFK  | KEFK | Newport State Airport       | Newport   | Vermont          | Vereinigte Staaten |
| EFL  | LGKF | Flughafen Kefalonia         | Kefalonia | Ionische Inseln  | Griechenland       |
| EFW  | KEFW | Jefferson Municipal Airport | Jefferson | Iowa             | Vereinigte Staaten |

## EG
| IATA | ICAO | Flughafen                                      | Ort           | Region               | Land               |
| ---- | ---- | ---------------------------------------------- | ------------- | -------------------- | ------------------ |
| EGA  | AYEN | Flugplatz Engati                               | Engati        | Morobe               | Papua-Neuguinea    |
| EGC  | LFBE | Flughafen Bergerac-Roumaniere                  | Bergerac      | Nouvelle-Aquitaine   | Frankreich         |
| EGE  | KEGE | Regionalflughafen Eagle County                 | Vail / Eagle  | Colorado             | Vereinigte Staaten |
| EGI  | KEGI | Duke Field                                     | Crestview     | Florida              | Vereinigte Staaten |
| EGL  | HANG | Flugplatz Negele                               | Negele        | Guji-Zone, Oromia    | Äthiopien          |
| EGM  | AGGS | Flugplatz Seghe                                | Seghe         | New Georgia, Western | Salomonen          |
| EGN  | HSGN | Flughafen al-Dschunaina                        | al-Dschunaina | Gharb Darfur         | Sudan              |
| EGO  | UUOB | Flughafen Belgorod                             | Belgorod      | Zentralrussland      | Russland           |
| EGP  | –    | Maverick County Memorial International Airport | Eagle Pass    | Texas                | Vereinigte Staaten |
| EGS  | BIEG | Flughafen Egilsstaðir                          | Egilsstaðir   | Austurland           | Island             |
| EGV  | KEGV | Eagle River Union Airport                      | Eagle River   | Wisconsin            | Vereinigte Staaten |
| EGX  | PAII | Egegik Airport                                 | Egegik        | Alaska               | Vereinigte Staaten |

## EH
| IATA | ICAO | Flughafen                                      | Ort                                 | Region    | Land               |
| ---- | ---- | ---------------------------------------------- | ----------------------------------- | --------- | ------------------ |
| EHL  | SAVB | Flughafen El Bolsón                            | El Bolsón                           | Río Negro | Argentinien        |
| EHM  | PAEH | Cape Newenham Long Range Radar Station Airport | Cape Newenham Long Range Radar Site | Alaska    | Vereinigte Staaten |

## EI
| IATA | ICAO | Flughafen                                  | Ort        | Region        | Land                     |
| ---- | ---- | ------------------------------------------ | ---------- | ------------- | ------------------------ |
| EIA  | –    | Flughafen Popondetta                       | Eia        | Oro (?)       | Papua-Neuguinea          |
| EIB  | EDGE | Flugplatz Eisenach-Kindel                  | Eisenach   | Thüringen     | Deutschland              |
| EIE  | UNII | Flughafen Jenisseisk                       | Jenisseisk | Krasnojarsk   | Russland                 |
| EIH  | –    | Einasleigh Airport                         | Einasleigh | Queensland    | Australien               |
| EIK  | URKE | Flughafen Jeisk                            | Jeisk      | Region        | Russland                 |
| EIL  | PAEI | Eielson Air Force Base                     | Fairbanks  | Alaska        | Vereinigte Staaten       |
| EIN  | EHEH | Flughafen Eindhoven                        | Eindhoven  | Noord-Brabant | Niederlande              |
| EIS  | TUPJ | Terrance B. Lettsome International Airport | Tortola    | –             | Britische Jungferninseln |
| EIY  | LLEY | Flugplatz Ein Yahav                        | Ein Yahav  | Südbezirk     | Israel                   |

## EJ
| IATA | ICAO | Flughafen                    | Ort             | Region          | Land                |
| ---- | ---- | ---------------------------- | --------------- | --------------- | ------------------- |
| EJA  | SKEJ | Aeropuerto Yariguíes         | Barrancabermeja | Santander       | Kolumbien           |
| EJH  | OEWJ | Flughafen al-Wadschh         | al-Wadschh      | Tabuk           | Saudi-Arabien       |
| EJN  | ZBEN | Flughafen Ejin Banner Taolai | Ejin-Banner     | Innere Mongolei | Volksrepublik China |
| EJT  | –    | Flugplatz Enejet             | Enejet          | Mili            | Marshallinseln      |

## EK
| IATA | ICAO | Flughafen                                        | Ort             | Region             | Land               |
| ---- | ---- | ------------------------------------------------ | --------------- | ------------------ | ------------------ |
| EKA  | KEKA | Murray Field                                     | Arcata / Eureka | Kalifornien        | Vereinigte Staaten |
| EKB  | UASB | Flughafen Ekibastus                              | Ekibastus       | Pawlodar           | Kasachstan         |
| EKD  | –    | Elkedra Airport                                  | Elkedra         | Northern Territory | Australien         |
| EKE  | SYEK | Flugplatz Ekereku                                | Ekereku         | Cuyuni-Mazaruni    | Guyana             |
| EKI  | KEKM | Elkhart Municipal Airport                        | Elkhart         | Indiana            | Vereinigte Staaten |
| EKN  | KEKN | Randolph County Airport                          | Elkins          | West Virginia      | Vereinigte Staaten |
| EKO  | KEKO | Regionalflughafen Elko                           | Elko            | Nevada             | Vereinigte Staaten |
| EKS  | UHSK | Flughafen Schachtjorsk                           | Schachtjorsk    | Sachalin           | Russland           |
| EKT  | ESSU | Flugplatz Eskilstuna                             | Eskilstuna      | Södermanlands län  | Schweden           |
| EKX  | KEKX | Elizabethtown Regional Airport / Addington Field | Elizabethtown   | Kentucky           | Vereinigte Staaten |

## EL
| IATA | ICAO | Flughafen                          | Ort                    | Region             | Land               |
| ---- | ---- | ---------------------------------- | ---------------------- | ------------------ | ------------------ |
| ELA  | KELA | Eagle Lake Airport                 | Eagle Lake             | Texas              | Vereinigte Staaten |
| ELB  | SKBC | Flugplatz El Banco – Las Flores    | El Banco               | Magdalena          | Kolumbien          |
| ELC  | YELD | Elcho Island Airport               | Elcho Island           | Northern Territory | Australien         |
| ELD  | KELD | South Arkansas Regional Airport    | El Dorado              | Arkansas           | Vereinigte Staaten |
| ELE  | –    | Flugplatz El Real                  | El Real de Santa María | Darién             | Panama             |
| ELF  | HSFS | Flughafen al-Faschir               | al-Fāschir             | Schamal Darfur     | Sudan              |
| ELG  | DAUE | Flughafen El Golea                 | El Meniaa              | Ghardaia           | Algerien           |
| ELH  | MYEH | North Eleuthera Airport            | North Eleuthera        | North Eleuthera    | Bahamas            |
| ELI  | PFEL | Elim Airport                       | Elim                   | Alaska             | Vereinigte Staaten |
| ELJ  | SVWX | Flugplatz El Recreo                | El Recreo              | Meta               | Kolumbien          |
| ELK  | KELK | Elk City Regional Business Airport | Elk City               | Oklahoma           | Vereinigte Staaten |
| ELL  | FAER | Flugplatz Ellisras-Matimba         | Lephalale              | Limpopo            | Südafrika          |
| ELM  | KELM | Regionalflughafen Elmira Corning   | Elmira/Corning         | New York           | Vereinigte Staaten |
| ELN  | KELN | Bowers Field                       | Ellensburg             | Washington         | Vereinigte Staaten |
| ELO  | SATD | Flugplatz Eldorado                 | Eldorado               | Misiones           | Argentinien        |
| ELP  | KELP | El Paso International Airport      | El Paso                | Texas              | Vereinigte Staaten |
| ELQ  | OEGS | Flughafen al-Qasim                 | Buraida                | al-Qasim           | Saudi-Arabien      |
| ELR  | –    | Flughafen Elelim                   | Elelim                 | Papua              | Indonesien         |
| ELS  | FAEL | Flughafen East London              | East London            | Ostkap             | Südafrika          |
| ELT  | HETR | Flughafen at-Tur                   | at-Tur                 | Südsinai           | Ägypten            |
| ELU  | DAUO | Flughafen El Oued                  | El Oued                | El Oued            | Algerien           |
| ELV  | PAEL | Elfin Cove Seaplane Base           | Elfin Cove             | Alaska             | Vereinigte Staaten |
| ELW  | –    | Wasserflugzeugbasis Ellamar        | Ellamar                | Alaska             | Vereinigte Staaten |
| ELX  | –    | Flugplatz El Tigre                 | El Tigre               | Anzoátegui         | Venezuela          |
| ELY  | KELY | Ely Airport / Yelland Field        | Ely                    | Nevada             | Vereinigte Staaten |
| ELZ  | KELZ | Wellsville Municipal Airport       | Wellsville             | New York           | Vereinigte Staaten |

## EM
| IATA | ICAO   | Flughafen                                 | Ort        | Region           | Land                   |
| ---- | ------ | ----------------------------------------- | ---------- | ---------------- | ---------------------- |
| EMA  | EGNX   | East Midlands Airport                     | Nottingham | England          | Vereinigtes Königreich |
| EMD  | YEML   | Flughafen Emerald                         | Emerald    | Queensland       | Australien             |
| EME  | EDWE   | Flugplatz Emden                           | Emden      | Niedersachsen    | Deutschland            |
| EMG  | FAEM   | Flugplatz Empangeni                       | Empangeni  | KwaZulu-Natal    | Südafrika              |
| EMI  | –/AYEE | Flugplatz Emirau (ehemalige Militärbasis) | Emirau     | New Ireland      | Papua-Neuguinea        |
| EMK  | PAEM   | Flugplatz Emmonak                         | Emmonak    | Alaska           | Vereinigte Staaten     |
| EML  | LSME   | Militärflugplatz Emmen                    | Emmen      | Kanton Luzern    | Schweiz                |
| EMM  | KEMM   | Kemmerer Municipal Airport                | Kemmerer   | Wyoming          | Vereinigte Staaten     |
| EMN  | GQNI   | Flughafen Néma                            | Néma       | Hodh Ech Chargui | Mauretanien            |
| EMO  | AYEO   | Flugplatz Emo                             | Emo        | Oro              | Papua-Neuguinea        |
| EMP  | KEMP   | Emporia Municipal Airport                 | Emporia    | Kansas           | Vereinigte Staaten     |
| EMS  | AYEB   | Flugplatz Embessa                         | Embessa    | Oro              | Papua-Neuguinea        |
| EMT  | KEMT   | San Gabriel Valley Airport                | El Monte   | Kalifornien      | Vereinigte Staaten     |
| EMX  | SAVD   | Flughafen El Maitén                       | El Maitén  | Chubut           | Argentinien            |
| EMY  | HEMN   | Flughafen al-Minya                        | al-Minya   | al-Minya         | Ägypten                |

## EN
| IATA | ICAO | Flughafen                                           | Ort         | Region              | Land                   |
| ---- | ---- | --------------------------------------------------- | ----------- | ------------------- | ---------------------- |
| ENA  | PAEN | Flughafen Kenai                                     | Kenai       | Alaska              | Vereinigte Staaten     |
| ENB  | YEEB | Flugplatz Eneabba                                   | Eneabba     | Western Australia   | Australien             |
| ENC  | LFSN | Flughafen Nancy-Essey                               | Nancy       | Grand Est           | Frankreich             |
| END  | KEND | Vance Air Force Base                                | Enid        | Oklahoma            | Vereinigte Staaten     |
| ENE  | WATE | Flughafen H. Hasan Aroeboesman                      | Ende        | Nusa Tenggara Timur | Indonesien             |
| ENF  | EFET | Flughafen Enontekiö                                 | Enontekiö   | Lappland            | Finnland               |
| ENH  | ZHES | Flughafen Enshi                                     | Enshi       | Hubei               | Volksrepublik China    |
| ENI  | RPEN | El Nido Airport                                     | El Nido     | Palawan             | Philippinen            |
| ENJ  | –    | Flugplatz El Naranjo                                | El Naranjo  | Escuintla           | Guatemala              |
| ENK  | EGAB | Enniskillen/St Angelo Airport                       | Enniskillen | Nordirland          | Vereinigtes Königreich |
| ENL  | KENL | Centralia Municipal Airport                         | Centralia   | Illinois            | Vereinigte Staaten     |
| ENN  | PANN | Nenana Municipal Airport                            | Nenana      | Alaska              | Vereinigte Staaten     |
| ENO  | SGEN | Flughafen Encarnación – Teniente Amín Ayub González | Encarnación | Itapúa              | Paraguay               |
| ENS  | EHTW | Flughafen Enschede-Twente                           | Enschede    | Overijssel          | Niederlande            |
| ENT  | PKMA | Hilfsflugplatz Enewetak                             | Eniwetok    | Eniwetok            | Marshallinseln         |
| ENU  | DNEN | Akanu Ibiam International Airport                   | Enugu       | Enugu               | Nigeria                |
| ENV  | KENV | Flughafen Wendover                                  | Wendover    | Utah                | Vereinigte Staaten     |
| ENW  | KENW | Regionalflughafen Kenosha                           | Kenosha     | Wisconsin           | Vereinigte Staaten     |
| ENY  | ZLYA | Flughafen Yan’an                                    | Yan’an      | Shaanxi             | Volksrepublik China    |

## EO
| IATA | ICAO | Flughafen                        | Ort       | Region     | Land                   |
| ---- | ---- | -------------------------------- | --------- | ---------- | ---------------------- |
| EOH  | SKMD | Flughafen Olaya Herrera          | Medellín  | Antioquia  | Kolumbien              |
| EOI  | EGED | Eday Airport                     | Eday      | Schottland | Vereinigtes Königreich |
| EOK  | KEOK | Keokuk Municipal Airport         | Keokuk    | Iowa       | Vereinigte Staaten     |
| EOR  | SVED | Flugplatz El Dorado              | El Dorado | Bolívar    | Venezuela              |
| EOS  | KEOS | Flughafen Neosho „Hugh Robinson“ | Neosho    | Missouri   | Vereinigte Staaten     |
| EOZ  | SVEZ | Flugplatz Elorza                 | Elorza    | Apure      | Venezuela              |

## EP
| IATA | ICAO | Flughafen                               | Ort           | Region            | Land                    |
| ---- | ---- | --------------------------------------- | ------------- | ----------------- | ----------------------- |
| EPA  | SADP | Flughafen Buenos Aires-El Palomar       | El Palomar    | Buenos Aires      | Argentinien             |
| EPG  |      | Flughafen Browns                        | Weeping Water | Nebraska          | Vereinigte Staaten      |
| EPH  | KEPH | Kommunaler Flughafen Ephrata            | Ephrata       | Washington        | Vereinigte Staaten      |
| EPL  | LFSG | Flughafen Épinal-Mirecourt              | Juvaincourt   | Grand Est         | Frankreich              |
| EPN  | –    | Flugplatz Epéna                         | Epéna         | Likouala          | Republik Kongo          |
| EPR  | YESP | Flugplatz Esperance                     | Esperance     | Western Australia | Australien              |
| EPS  | MDAB | Internationaler Flughafen Arroyo Barril | Samaná        | Samaná            | Dominikanische Republik |
| EPT  | –    | Flugplatz Elipzamin                     | Eliptamin     | Sandaun           | Papua-Neuguinea         |
| EPU  | EEPU | Flughafen Pärnu                         | Pärnu         | Pärnu             | Estland                 |

## EQ
| IATA | ICAO | Flughafen        | Ort    | Region | Land        |
| ---- | ---- | ---------------- | ------ | ------ | ----------- |
| EQS  | SAVE | Flughafen Esquel | Esquel | Chubut | Argentinien |

## ER
| IATA | ICAO | Flughafen                                            | Ort                           | Region             | Land               |
| ---- | ---- | ---------------------------------------------------- | ----------------------------- | ------------------ | ------------------ |
| ERA  | HCMU | Flugplatz Erigabo                                    | Erigabo                       | Sanaag             | Somalia            |
| ERB  | YERN | Flugplatz Ernabella                                  | Ernabella (Ernabella-Mission) | South Australia    | Australien         |
| ERC  | LTCD | Flughafen Erzincan                                   | Erzincan                      | Erzincan           | Türkei             |
| ERD  | UKDB | Flugplatz Berdjansk                                  | Berdjansk                     | Saporischschja     | Ukraine            |
| ERE  | AYEV | Flugplatz Erave                                      | Erave                         | Southern Highlands | Papua-Neuguinea    |
| ERF  | EDDE | Flughafen Erfurt-Weimar                              | Erfurt                        | Thüringen          | Deutschland        |
| ERG  | UIKE | Flugplatz Jerbogatschon                              | Jerbogatschon                 | Irkutsk            | Russland           |
| ERH  | GMFK | Flughafen Moulay Ali Cherif                          | Errachidia                    | Drâa-Tafilalet     | Marokko            |
| ERI  | KERI | Internationaler Flughafen Erie/Tom Ridge Field       | Erie                          | Pennsylvania       | Vereinigte Staaten |
| ERL  | ZBER | Flughafen Eren Hot                                   | Eren Hot                      | Innere Mongolei    | VR China           |
| ERM  | SSER | Flugplatz Erechim                                    | Erechim                       | Rio Grande do Sul  | Brasilien          |
| ERN  | SWEI | Flughafen Eirunepé                                   | Eirunepé                      | Amazonas           | Brasilien          |
| ERQ  | YESE | Flugplatz Elrose                                     | Elrose Mine                   | Queensland         | Australien         |
| ERR  | KERR | Flugplatz Errol                                      | Errol                         | New Hampshire      | Vereinigte Staaten |
| ERS  | FYWE | Flughafen Eros                                       | Windhoek                      | Khomas             | Namibia            |
| ERT  | ZMED | Flughafen Erdenet                                    | Erdenet                       | Orchon             | Mongolei           |
| ERU  | AYER | Flugplatz Erume                                      | Erume                         | Central            | Papua-Neuguinea    |
| ERV  | KERV | Kommunaler Flughafen Kerrville/Louis Schreiner Field | Kerrville                     | Texas              | Vereinigte Staaten |
| ERZ  | LTCE | Flughafen Erzurum                                    | Erzurum                       | Erzurum            | Türkei             |

## ES
| IATA | ICAO | Flughafen                          | Ort                   | Region              | Land                   |
| ---- | ---- | ---------------------------------- | --------------------- | ------------------- | ---------------------- |
| ESA  | –    | Flugplatz Esa'ala                  | Esa'ala               | Milne Bay           | Papua-Neuguinea        |
| ESB  | LTAC | Internationaler Flughafen Esenboga | Ankara                | Ankara              | Türkei                 |
| ESC  | KESC | Delta County Airport               | Escanaba              | Michigan            | Vereinigte Staaten     |
| ESD  | KORS | Flughafen Orcas Island             | Eastsound             | Washington          | Vereinigte Staaten     |
| ESE  | MMES | Flughafen Ensenada                 | Ensenada              | Baja California     | Mexiko                 |
| ESF  | KESF | Regionalflughafen Esler            | Alexandria            | Louisiana           | Vereinigte Staaten     |
| ESG  | SGME | Flughafen Mariscal Estigarribia    | Mariscal Estigarribia | Boquerón            | Paraguay               |
| ESH  | EGKA | Flugplatz Shoreham                 | Shoreham-by-Sea       | England             | Vereinigtes Königreich |
| ESI  | SBEP | Flugplatz Espinosa                 | Espinosa              | Minas Gerais        | Brasilien              |
| ESK  | LTBI | Eskişehir Air Base                 | Eskişehir             | Eskişehir           | Türkei                 |
| ESL  | URWI | Flughafen Elista                   | Elista                | Kalmückien          | Russland               |
| ESM  | SETN | Flughafen „General Rivadeneira“    | Esmeraldas            | Esmeraldas          | Ecuador                |
| ESN  | KESN | Flugplatz Easton                   | Easton                | Maryland            | Vereinigte Staaten     |
| ESO  | –    | Flugplatz Ohkay Owingeh            | Española              | New Mexico          | Vereinigte Staaten     |
| ESP  | –    | Flughafen Stroudsburg-Pocono       | East Stroudsburg      | Pennsylvania        | Vereinigte Staaten     |
| ESR  | SCES | Flugplatz Ricardo García Posada    | El Salvador           | Atacama             | Chile                  |
| ESS  | EDLE | Verkehrslandeplatz Essen/Mülheim   | Essen                 | Nordrhein-Westfalen | Deutschland            |
| EST  | KEST | Kommunaler Flughafen Estherville   | Estherville           | Iowa                | Vereinigte Staaten     |
| ESU  | GMMI | Flughafen Essaouira                | Essaouira             | Marrakesch-Safi     | Marokko                |
| ESW  | KESW | Flughafen Easton State             | Easton                | Washington          | Vereinigte Staaten     |

## ET
| IATA | ICAO | Flughafen                       | Ort        | Region            | Land               |
| ---- | ---- | ------------------------------- | ---------- | ----------------- | ------------------ |
| ETB  | KETB | Kommunaler Flughafen West Bend  | West Bend  | Wisconsin         | Vereinigte Staaten |
| ETD  | YEDA | Flughafen Etadunna              | Etadunna   | South Australia   | Australien         |
| ETE  | –    | Flughafen Genda Wuha            | Metemma    | Benishangul-Gumuz | Äthiopien          |
| ETH  | LLET | Flughafen „J. Hozman“           | Eilat      | Südbezirk         | Israel             |
| ETL  | UHTQ | Flugplatz Primorje              | Swetlaja   | Primorje          | Russland           |
| ETM  | LLER | Flughafen Ramon                 | Eilat      | Südbezirk         | Israel             |
| ETN  | KETN | Kommunaler Flughafen Eastland   | Eastland   | Texas             | Vereinigte Staaten |
| ETR  | SERO | Flughafen Santa Rosa            | Santa Rosa | El Oro            | Ecuador            |
| ETS  | KEDN | Kommunaler Flughafen Enterprise | Enterprise | Alabama           | Vereinigte Staaten |
| ETZ  | LFJL | Flughafen Metz-Nancy-Lothringen | Goin       | Grand Est         | Frankreich         |

## EU
| IATA | ICAO      | Flughafen                   | Ort            | Region             | Land                       |
| ---- | --------- | --------------------------- | -------------- | ------------------ | -------------------------- |
| EUA  | NFTE      | Flughafen ʻEua              | ʻOhonua        | ʻEua               | Tonga                      |
| EUC  | YECL      | Flugplatz Eucla             | Eucla          | Western Australia  | Australien                 |
| EUE  | –         | Flugplatz Eureka            | Eureka         | Nevada             | Vereinigte Staaten         |
| EUF  | KEUF      | Flugplatz Weedon Field      | Eufaula        | Alabama            | Vereinigte Staaten         |
| EUG  | KEUG      | Eugene Airport              | Eugene         | Oregon             | Vereinigte Staaten         |
| EUM  | EDHN      | Flugplatz Neumünster        | Neumünster     | Schleswig-Holstein | Deutschland                |
| EUN  | GSAI/GMML | Flughafen El Aaiun Hassan I | El Aaiún       | Westsahara         | Marokko                    |
| EUO  | –         | Flugplatz Paratebueno       | Paratebueno    | Cundinamarca       | Kolumbien                  |
| EUQ  | RPVS      | Flughafen „Evelio Javier“   | San Jose       | Western Visayas    | Philippinen                |
| EUX  | TNCE      | F. D. Roosevelt Airport     | Sint Eustatius | BES-Inseln         | Königreich der Niederlande |

## EV
| IATA | ICAO | Flughafen                             | Ort        | Region             | Land               |
| ---- | ---- | ------------------------------------- | ---------- | ------------------ | ------------------ |
| EVA  | –    | Ben Bruce Memorial Airpark            | Evadale    | Texas              | Vereinigte Staaten |
| EVD  | YEVA | Flugplatz Eva Downs                   | Eva Downs  | Northern Territory | Australien         |
| EVE  | ENEV | Flughafen Harstad/Narvik              | Evenes     | Nordland           | Norwegen           |
| EVG  | ESND | Flughafen Sveg                        | Sveg       | Jämtlands län      | Schweden           |
| EVH  | YEVD | Evans Head Memorial Aerodrome         | Evans Head | New South Wales    | Australien         |
| EVM  | KEVM | Kommunaler Flugplatz Eveleth-Virginia | Eveleth    | Minnesota          | Vereinigte Staaten |
| EVN  | UDYZ | Internationaler Flughafen Zvartnoz    | Jerewan    | Jerewan            | Armenien           |
| EVV  | KEVV | Regionalflughafen Evansville          | Evansville | Indiana            | Vereinigte Staaten |
| EVW  | KEVW | Flugplatz Evanston-Uinta County       | Evanston   | Wyoming            | Vereinigte Staaten |
| EVX  | LFOE | Flughafen Fauville                    | Évreux     | Normandie          | Frankreich         |

## EW
| IATA | ICAO | Flughafen                            | Ort         | Region         | Land               |
| ---- | ---- | ------------------------------------ | ----------- | -------------- | ------------------ |
| EWB  | KEWB | Regionalflughafen New Bedford        | New Bedford | Massachusetts  | Vereinigte Staaten |
| EWE  | –    | Flugplatz Ewer                       | Ewer        | Papua          | Indonesien         |
| EWI  | WABT | Flugplatz Enarotali                  | Enarotali   | Papua          | Indonesien         |
| EWK  | KEWK | County-Flughafen Newton-City         | Newton      | Kansas         | Vereinigte Staaten |
| EWN  | KEWN | Craven County Regional Airport       | New Bern    | North Carolina | Vereinigte Staaten |
| EWO  | FCOE | Flughafen Ewo                        | Ewo         | Cuvette        | Republik Kongo     |
| EWR  | KEWR | Newark Liberty International Airport | Newark      | New Jersey     | Vereinigte Staaten |

## EX
| IATA | ICAO | Flughafen                           | Ort             | Region            | Land                   |
| ---- | ---- | ----------------------------------- | --------------- | ----------------- | ---------------------- |
| EXI  | –    | Wasserflugzeugbasis Excursion Inlet | Excursion Inlet | Alaska            | Vereinigte Staaten     |
| EXM  | YEXM | Flughafen Exmouth                   | Exmouth         | Western Australia | Australien             |
| EXT  | EGTE | Internationaler Flughafen Exeter    | Exeter          | England           | Vereinigtes Königreich |

## EY
| IATA | ICAO | Flughafen                          | Ort           | Region                                       | Land               |
| ---- | ---- | ---------------------------------- | ------------- | -------------------------------------------- | ------------------ |
| EYK  | USHQ | Flughafen Belojarski               | Belojarski    | Autonomer Kreis der Chanten und Mansen/Jugra | Russland           |
| EYL  | GAYE | Aéroport de Yélimané               | Yélimané      | Kayes                                        | Mali               |
| EYP  | SKYP | Flughafen Yopal                    | Yopal         | Casanare                                     | Kolumbien          |
| EYR  | –    | Yerington Municipal Airport        | Yerington     | Nevada                                       | Vereinigte Staaten |
| EYS  | HKES | Flugplatz Eliye Springs            | Eliye Springs | Turkana                                      | Kenia              |
| EYW  | KEYW | Internationaler Flughafen Key West | Key West      | Florida                                      | Vereinigte Staaten |

## EZ
| IATA | ICAO | Flughafen                                              | Ort          | Region                                       | Land        |
| ---- | ---- | ------------------------------------------------------ | ------------ | -------------------------------------------- | ----------- |
| EZE  | SAEZ | Internationaler Flughafen Ministro Pistarini de Ezeiza | Buenos Aires | Buenos Aires                                 | Argentinien |
| EZS  | LTCA | Flughafen Elazığ                                       | Elazığ       | Ostanatolien                                 | Türkei      |
| EZV  | USHB | Flughafen Berjosowo                                    | Berjosowo    | Autonomer Kreis der Chanten und Mansen/Jugra | Russland    |